# Шесть демонов Эмили Роуз
«Шесть демонов Эмили Роуз» (англ. The Exorcism of Emily Rose) — художественный кинофильм режиссёра Скотта Дерриксона 2005 года. Фильм основан на реальных событиях 1976 года, когда в ходе экзорцизма умерла Аннелиза Михель. Литературный источник — документальная книга антрополога Фелиситас Гудман «Изгнание дьявола из Аннелиз Михель».

## Сюжет
Подготовка к суду над католическим священником отцом Мором, проведшим обряд экзорцизма, в результате которого его подопечная, студентка Эмили Роуз, умерла. Обвинение подбирает в качестве главного обвинителя убеждённого методиста Итана Томаса, а епархия со своей стороны нанимает восходящую звезду адвокатуры агностика Эрин Брунер. Священнику предлагают сделку, но он отказывается. Начинается суд. 
Университетский профессор доктор Мюллер, специалист по неврологии, предположил, что девушка страдала эпилепсией, и назначил курс терапии данного заболевания (по фильму, он использовал препарат гамбутрол, не существующий в реальности). Однако девушка по совету отца Мора отказалась от приёма препарата, после чего галлюцинации усилились. Эксперт доктор Бриггс, производивший вскрытие, вынес заключение, что у девушки эпилепсия переросла в эпилептический психоз. Он также высказал мнение, что девушка умерла от истощения, и высказал согласие с мнением доктора Мюллера. Тогда адвокат решает, что стоит вызвать в качестве эксперта антрополога — доктора Садиру Адани.
В качестве свидетелей были также вызваны парень Эмили и её отец, которые рассказали живописные подробности беснования девушки. Затем защита вызвала Садиру Адани, которая представилась специалистом по одержимости. Та начала излагать теорию, что девушка была гиперсенситивом, в результате она стала одержимой. Также Адани предположила, что ритуал экзорцизма не оказался эффективным из-за применения психотропных препаратов.
Неожиданно в суде решил выступить психиатр доктор Картрайт, который присутствовал при обряде. На следующий день в суде выступил сам отец Мор, который рассказал, что в три часа ночи (по его словам, времени разгула тёмных сил) подвергся нападению тёмных сил. В ночь 31 октября (на Хэллоуин) священник приступил к обряду. Однако девушке под влиянием владевшей ею сущности удалось вырваться и убежать в сарай. Обряд был продолжен там. Когда отец Мор потребовал от сущности внутри девушки назвать своё имя, она (сущность) сообщила, что их всего шесть. Обряд оказался неудачным.
Однако Картрайт в суд не явился. Затем доктор встретился с Эрин на улице, долго извинялся за произошедшее, после чего неожиданно попал под машину и погиб. Защита оказалась в тупике. Старший партнёр фирмы под угрозой увольнения потребовал от Эрин больше не вызывать в качестве свидетеля отца Мора, однако адвокат на следующий день начала именно с этого, после чего старший партнёр покинул зал заседаний. Священник зачитал письмо Эмили, где та писала о видении Богородицы после обряда. Богородица предложила девушке пойти с Ней или остаться и претерпевать муки далее, а также сообщила Эмили, что всё произошедшее — попущение Бога для того, чтобы окружающие осознали реальность духовного мира. Эмили решила остаться и вскоре очнулась со стигматами на руках и ногах, образовавшимися, по мнению обвинения, вследствие того, что девушка держалась руками за колючую проволоку, ограждавшую участок Роузов.
После последних выступлений обвинения и защиты присяжные вынесли вердикт — они признали священника виновным. Однако они также предложили рекомендацию по сроку заключения, предложив засчитать священнику срок, который он уже отсидел. Судья согласилась с этой рекомендацией.
После суда старший партнёр фирмы предложил Эрин место равноправного партнёра, однако она отказалась…
В эпилоге фильма отец Мор и Эрин приходят на могилу Эмили. Священник сообщает, что отойдёт от дел и с паствой работать не будет.

## В ролях
- Лора Линни — Эрин Брунер, адвокат.
- Том Уилкинсон — отец Мор, обвиняемый
- Кэмпбелл Скотт — Итан Томас, главный обвинитель
- Дженнифер Карпентер — Эмили Роуз
- Мэрилин Норри — Мариа Роуз
- Эндрю Вилер — Натаниэл Роуз
- Колм Фиори — Карл Гандерсон
- Джошуа Клоуз — Джейсон
- Кеннет Уэлш — доктор Мюллер
- Шохре Агдашлу — доктор Садира Адани
- Дункан Фрайзер — доктор Грехем Картрайт
- Джей Ар Борн — Рей
- Мэри Бет Хёрт — судья Брюстер
- Генри Черни — доктор Бриггс
- Мэри Блэк — доктор Эдит Фогель
- Лорена Гэйл — председатель жюри присяжных

## Шесть демонов
1. ивр. !אני הוא ששוכן בתוך קין‎ — Я тот, кто вселился в Каина!
2. лат. Ego sum unus quisnam habitat Nero! — Я тот, кто вселился в Нерона!
3. греч. Mιά φορά κατοίκησε μέσα σε Ιούδας! — Я некогда вселился в Иуду!
4. нем. Ich war mit Legion! — Я был с Легионом!
5. арам. !ܐ ܢ ܐ ܒ ܠ ܝ ܐ ܝ ܠ — Я — Белиал (в русском дубляже — Сатана)!
6. А я Люцифер, дьявол во плоти!

Во время припадков Аннелиза Михель говорила на разных языках и называла себя Люцифером, Каином, Иудой, Нероном, Адольфом Гитлером и другими именами.

## Награды
- 2006 Премия Сатурн
  - лучший фильм ужасов
  - номинация — лучшая актриса (Лора Линни).
  - номинация — лучшая актриса второго плана (Дженнифер Карпентер).

- 2006 Golden Trailer Awards
  - лучший фильм ужасов

- 2006 MTV Movie Awards
  - Best Frightened Performance — Дженнифер Карпентер
  - Best Breakthrough Performance — Дженнифер Карпентер